# Bugabitia
Genre
Bugabitia est un genre d'opilions laniatores de la famille des Manaosbiidae.

## Distribution
Les espèces de ce genre sont endémiques du Panama.

## Liste des espèces
Selon World Catalogue of Opiliones (22/09/2021) :
- Bugabitia akini Townsend, Milne & Proud, 2011
- Bugabitia triacantha Roewer, 1915

## Publication originale
- Roewer, 1915 : « 106 neue Opilioniden. » Archiv für Naturgeschichte, vol. 81, no 3, p. 1–152 (texte intégral).